# Abdiel (lớp tàu rải mìn)
Lớp tàu rải mìn Abdiel bao gồm sáu tàu rải mìn nhanh của Hải quân Hoàng gia Anh Quốc đã hoạt động trong Chiến tranh thế giới thứ hai. Chúng đôi khi được biết đến như những "tàu tuần dương rải mìn" và đôi khi còn được gọi là lớp Manxman.

## Thiết kế
Hải quân Hoàng gia đặt hàng bốn chiếc tàu rải mìn vào năm 1938 (nhóm 1938), rồi sở hữu thêm hai chiếc nữa trong Chương trình Chiến tranh Khẩn cấp (nhóm WEP: War Emergency Program) sau khi Thế Chiến II bùng nổ. Chúng được thiết kế đặc biệt để rải các bãi mìn một cách nhanh chóng trong vùng biển đối phương gần các cảng hay tuyến đường hàng hải; vì vậy chúng cần phải rất nhanh và trang bị vũ khí phòng không đủ để tự vệ nếu bị máy bay đối phương phát hiện. Chúng cũng cần có khả năng mang theo một lượng mìn (thủy lôi) lớn cho đến 150 quả trong khoang kín, nên phải có một lườn tàu dài và phẳng và độ nổi cao. Thủy lôi được thả qua các cửa phía đuôi tàu, và chúng mang theo cần cẩu của riêng mình để chất dỡ.
Về kích cỡ chúng dài xấp xỉ gần bằng một tàu tuần dương, nhưng cách sắp xếp lại giống như một tàu khu trục lớn; dù sao hình dạng ba ống khói thẳng đứng một đặc điểm nhận dạng dễ thấy. Tốc độ tối đa yêu cầu là 40 hải lý trên giờ (74 km/h); để đạt được điều này, nó được trang bị một hệ thống động lực của tàu tuần dương, và với công suất 72.000 mã lực càng (54.000 kW) trên bốn trục chân vịt, chúng đạt được tốc độ 39,75 hải lý trên giờ (73,62 km/h) khi tải nhẹ và 38 hải lý trên giờ (70 km/h) khi đầy tải nặng. Để dễ so sánh, nên biết rằng lớp tàu tuần dương "Town" cùng thời có công suất 80.000 shp (60.000 kW) nhưng tải trọng khi đầy tải lên đến 12.980 t (14.310 tấn Mỹ), gấp bốn lần so với những chiếc Abdiel.

## Vũ khí
Các con tàu thoạt tiên được trang bị vũ khí giống như một tàu khu trục, với ba tháp pháo QF 4 in (100 mm) Mark XVI nòng đôi trên các bệ CP Mark XIX vốn chỉ có góc nâng tối đa đến 40°, và được bố trí tại các vị trí 'A', 'B' và 'X'; một khẩu đội QF 2 pounder (40 mm) Mk.VIII phòng không bốn nòng cùng một cặp súng máy Vickers 0,5 inch phòng không bốn nòng.
Các cải biến trong chiến tranh bao gồm việc bổ sung bộ radar Kiểu 279 trên đỉnh cột ăn-ten, một kiểu radar sơ khai bước sóng mét dùng để cảnh báo trên không, sau được thay bằng Kiểu 286, rồi lại được thay bằng Kiểu 291 khi nó sẵn sàng. Một bộ radar Kiểu 285 được bố trí trên nóc kiểm soát hỏa lực trên cầu tàu, cũng là loại bước sóng mét, dùng để đo tầm xa và phương vị mục tiêu. Một bộ radar bước sóng centi-mét chỉ định mục tiêu Kiểu 272 được bổ sung trên nhánh trước của cột ăn-ten trước. Sau khi chiếc Latona bị mất do không kích, những chiếc còn lại được trang bị ba khẩu pháo QF 4 inch (100 mm) L/45 Mark XIV nòng đôi trên bệ HA/LA Mark XIX với góc nâng tối đa 70° nhằm khắc phục điểm yếu trong vũ khí phòng không. Tháp pháo B trên chiếc Ariadne được loại bỏ thay bằng một khẩu đội Bofors 40 mm nòng đôi trên bệ "Hazemeyer" Mark IV. Cả Ariadne và Apollo có hai bệ pháo như vậy giữa tàu thay cho các khẩu pom-pom ở vị trí Q, và chúng có riêng bộ radar Kiểu 282 đo tầm xa mục tiêu.
Ban đầu có sáu khẩu pháo phòng không Oerlikon 20 mm được bổ sung trên các bệ P mark III; sau này chúng được thay thế bởi các bệ Mark V nòng đôi vận hành bằng điện. Vào tháng 7 năm 1945, Ariadne được tái trang bị tại Hoa Kỳ nhằm dự định để phục vụ tại Thái Bình Dương, nơi các khẩu Bofors 40 mm được thay thế bởi cấu hình Mark I của Mỹ bao gồm bộ điều khiển đo tầm xa đơn giản (STD: simple tachymetric directors) kết hợp với radar Kiểu 282, và các khẩu Oerlikon 20 mm được thay thế bằng pháo Bofors (cấu hình được gán biệt danh "Boffin").

## Lịch sử hoạt động
Cho dù là những con tàu rất hiệu quả trong vai trò dự định, sự kết hợp khoảng trống lớn trong lườn tàu cùng với tốc độ rất cao khiến chúng trở thành những tàu vận tải nhanh rất có giá trị. Vì vậy trong hầu hết quãng đời hoạt động, chúng thường được sử dụng để tiếp liệu, đặc biệt là nhân sự và hàng quân nhu đến những đơn vị đồn trú bị cô lập, như vụ bao vây Tobruk và Malta trong Chiến dịch Harpoon. Với ba ống khói và một dáng dấp như tàu khu trục, Welshman được ngụy trang để trông giống như tàu diệt tàu ngư lôi (contre torpilleurs) Le Tigre của phe Vichy Pháp. Nhằm mục đích này, nó được gắn một mũi tàu giả và nắp chụp bên trên ống khói, các khe trượt mìn được đậy bên trên và một mực sàn tàu giả sơn ngụy trang lên sàn tàu phẳng. Manxman cũng được ngụy trang tương tự để giả làm tàu tuần dương Leopard của phe Vichy để nó có thể băng qua Corse và rải mìn ở lối tiếp cận Livorno.
Latona bị đánh trúng một quả bom 250 lb (110 kg) vào phòng động cơ gây ra một đám cháy nghiêm trọng, lan đến số đạn dược mang theo khiến nó bị mất vào ngày 25 tháng 10 năm 1941. Welshman trúng ngư lôi phóng từ tàu ngầm Đức U-617 và bị chìm vào tháng 2 năm 1943. Abdiel bị chìm do trúng mìn vào ngày 9 tháng 9 năm 1943 trong vịnh Taranto. Manxman cũng bị trúng một quả ngư lôi vào phòng động cơ nhưng nó sống sót, cho dù công việc sửa chữa phải kéo dài trong hai năm. Apollo, Ariadne và Manxman đã sống sót qua cuộc chiến tranh, và tiếp tục phục vụ sau chiến tranh với ký hiệu lườn mới khi ký tự đầu thay đổi từ "M" sang "N": Apollo hoạt động như một thông báo hạm và Manxman như một tàu hỗ trợ rải mìn.

## Những chiếc trong lớp
| Tàu                                          | Đặt lườn             | Hạ thủy             | Hoạt động           | Số phận                                                               |
| Nhóm 1938                                    |                      |                     |                     |                                                                       |
| Abdiel (M39)                                 | 29 tháng 3 năm 1939  | 23 tháng 4 năm 1940 | 15 tháng 4 năm 1941 | Bị mất do trúng thủy lôi tại Taranto, 10 tháng 9 năm 1943             |
| Latona (M76)                                 | 4 tháng 4 năm 1939   | 20 tháng 8 năm 1940 | 4 tháng 5 năm 1941  | Bị đánh chìm do không kích ngoài khơi Libya, 25 tháng 10 năm 1941     |
| Manxman (M70)                                | 24 tháng 3 năm 1939  | 5 tháng 9 năm 1940  | 20 tháng 6 năm 1941 | Bị bán để tháo dỡ tháng 10 năm 1972                                   |
| Welshman (M48)                               | 8 tháng 6 năm 1939   | 4 tháng 9 năm 1940  | 25 tháng 8 năm 1941 | Bị tàu ngầm Đức U-617 đánh chìm ngoài khơi Tobruk, 1 tháng 2 năm 1943 |
| Nhóm Chương trình Chiến tranh Khẩn cấp (WEP) |                      |                     |                     |                                                                       |
| Ariadne (M65)                                | 10 tháng 10 năm 1941 | 5 tháng 4 năm 1943  | 12 tháng 2 năm 1944 | Bị bán để tháo dỡ tháng 6 năm 1965                                    |
| Apollo (M01)                                 | 10 tháng 10 năm 1941 | 5 tháng 4 năm 1943  | 12 tháng 2 năm 1944 | Bị bán để tháo dỡ 1962                                                |